# 日本樂高樂園
日本樂高樂園（日语：レゴランド・ジャパン）是位於日本名古屋市港區金城碼頭二丁目的一個樂高積木的主題樂園，也是世界第8個開業的樂高樂園。日本樂高樂園的主要以2至12歲的兒童為目標顧客，在這裡不僅可遊玩樂高積木，還有體現樂高世界觀、能使遊客主動體驗的遊樂設施。日本樂高樂園開園於2017年4月1日，2018年4月15日水族館「SEA LIFE」開幕，同月28日，「日本樂高樂園酒店」（Legoland Japan Hotel）開幕，園區正式改名為「日本樂高樂園度假區」（LEGOLAND Japan Resort）。

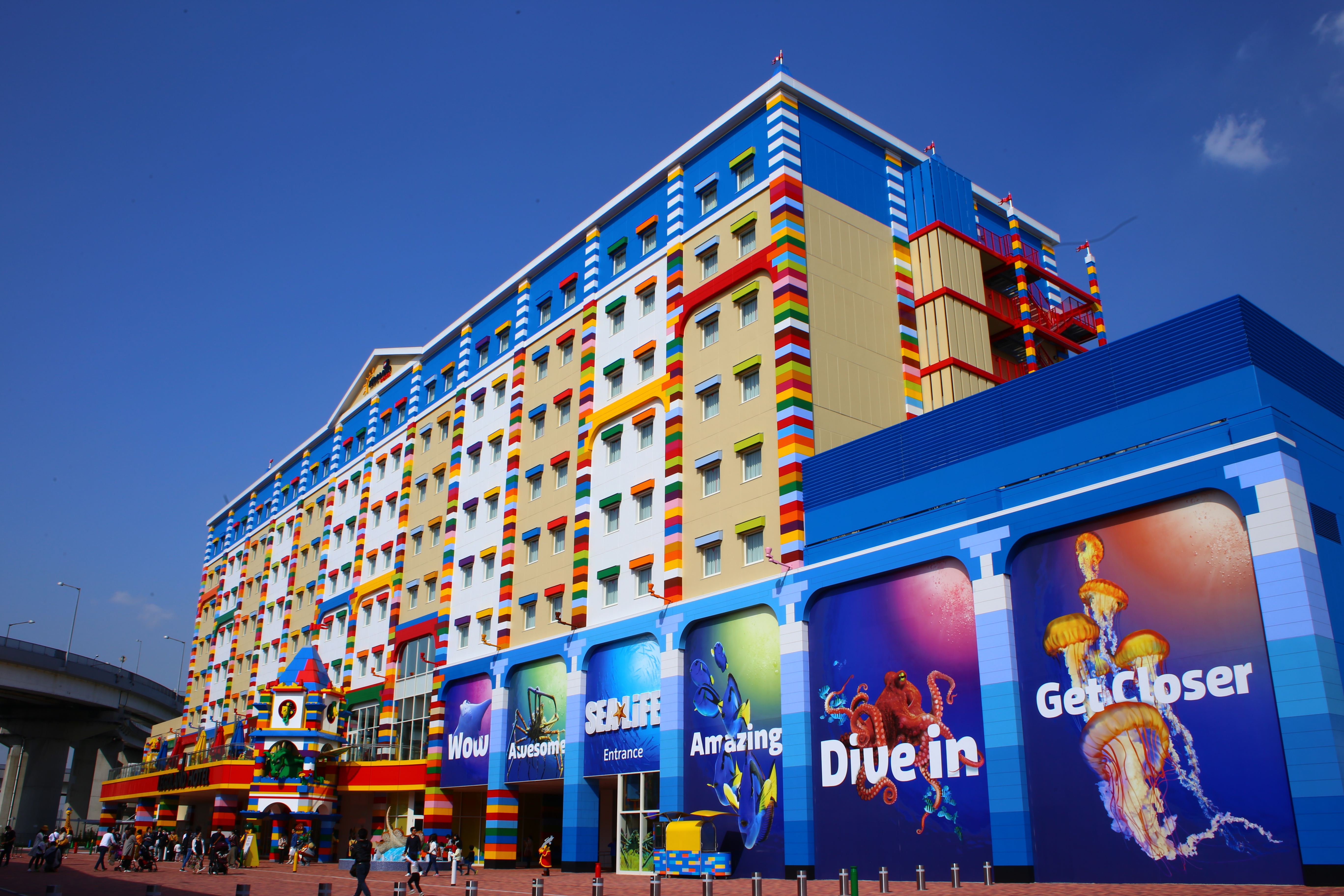
日本樂高樂園酒店

## 價格調整
Legoland於2018年7月19日宣布價格調整。將夏季、年頭年末等繁忙期，與平常非繁忙期劃分，繁忙期1 day pass 大人票價為6,900日元，非繁忙期則減至5,000日元；1 day pass小童票價原價為5,300日元，繁忙期減價至4,500日元，非繁忙期低至3,700日元。

## 交通
乘坐電車
名古屋站乘坐青波線到「金城埠頭站」下車即達
自行開車
因為LEGOLAND® JAPAN未設專用停車場，所以請到「金城埠頭停車場」停車。

## 外部連結
- 官方網站 （页面存档备份，存于）（日語）